# Jérôme Damon
Jérôme Damon (Città del Capo, 4 aprile 1972) è un ex arbitro di calcio sudafricano.

## Carriera
Riceve la nomina ad internazionale il 1º gennaio 2000.
Il suo esordio internazionale è datato 22 giugno 2003, nella gara tra Swaziland e Botswana, terminata 3-2 e valida per le qualificazioni alla Coppa delle nazioni africane 2004, in programma in Tunisia. Proprio questo torneo diventa la sua prima esperienza internazionale importante. Successivamente ha diretto gare di qualificazione ai mondiali del 2006 e 2010. Convocato come riserva ai mondiali tedeschi, ha svolto esclusivamente la funzione di quarto uomo. Ha fatto inoltre parte degli arbitri convocati per le partite di calcio in programma alle Olimpiadi di Pechino 2008.
Ha partecipato anche alle edizioni della Coppa delle Nazioni Africane, nel 2004, nel 2006, nel 2008, nel 2010 e nel 2006 la FIFA lo designa anche in occasione del Mondiale per club disputato in Giappone.
Nell'ottobre 2009 giunge la convocazione per dirigere, per la terza volta dopo le apparizioni del 2003 e del 2005, al Mondiali Under-17 in Nigeria. Doveva prendere parte ai Campionato mondiale di calcio Under-20 2007 in Canada, ma fu mandato a casa perché uno dei suoi due assistenti non superò i test atletici imposti dalla FIFA.
Viene ufficialmente selezionato per i mondiali di calcio in Sudafrica del 2010. Qui dirige dapprima Slovacchia-Nuova Zelanda, per la prima giornata della fase a gironi, e successivamente Danimarca-Giappone, valida per la terza giornata e decisiva in fase qualificazione agli ottavi.
Vanta anche la direzione della finale di CAF Champions League nel 2008.
A partire dal 1º gennaio 2012 il suo nome non figura più tra gli internazionali nelle liste FIFA.